# Роза Марина (Бриндизи)
Роза Марина (итал. Rosa Marina) је насеље у Италији у округу Бриндизи, региону Апулија.
Према процени из 2011. у насељу је живело 179 становника. Насеље се налази на надморској висини од 10 м.